# Игнат Пенков
Игнат Игнатов Пенков е български географ, учител и университетски преподавател, професор в Софийския университет.

## Биография
Роден е на 23 февруари 1913 г. в Плевен. През 1936 г. завършва география в Софийския университет. В периода 1936 – 1941 г. учителства в село Казичане, Софийско, Троян, Пловдив и София. През 1941 – 1943 г. защитава докторат във Виена. От 1943 г. е асистент, от 1948 г. – доцент, а от 1951 г. – професор. От 1948 до 1978 г. е ръководител на катедра Икономическа география в Софийския университет. Създател и декан на Географския факултет – филиал на Софийския университет в Шумен (1964 – 1991). Член е на ръководството на Българското географско дружество. Умира на 2 ноември 2004 г.
В периода 1946 – 1950 г. е главен редактор на списание „Географски преглед“, през 1948 – 1952 г. на списание „География“, а от 1976 до 1989 г. на „Известия на Българското географско дружество“. Автор е на множество трудове. Автор е на първия учебник по икономическа география на България.
- „Икономическа характеристика на Вазовград“ (1950);
- „Състояние, задачи и перспективи на икономическата география в България“ (1971, в съавторство на Любомир Динев);
- „Градовете на България“ (2000, в съавторство на Васил Дойков).[2]

Личният му архив се съхранява във фонд 1015 в Централен държавен архив. Той се състои от 600 архивни единици от периода 1899 – 1999 г.